# Rock Out with Your Cock Out
 (février 2025).
Motif : Semble anecdotique. Notoriété ?
- Archive Wikiwix
- Bing
- Cairn
- DuckDuckGo
- E. Universalis
- Gallica
- Google
- G. Books
- G. News
- G. Scholar
- Persée
- Qwant
- (zh) Baidu
- (ru) Yandex
- (wd) trouver des œuvres sur Wikidata

| 1. | Préciser le motif de la pose du bandeau. | Précisez le motif de la pose du bandeau en utilisant la syntaxe suivante : {{admissibilité à vérifier\|date=mars 2025\|motif=remplacez ce texte par le motif}}                                   |
| 2. | Informer les utilisateurs concernés.     | Pensez à avertir le créateur de l'article, par exemple, en insérant le code ci-dessous sur sa page de discussion : {{subst:avertissement admissibilité à vérifier\|Rock Out with Your Cock Out}} |

Albums de Sum 41
Half Hour of Power
(2000)
Rock Out with Your Cock Out (également appelé 1998 demo tape) est une démo-cassette du groupe Sum 41. C'est leur premier enregistrement et il a été produit à des fins promotionnelles. La démo elle-même n'a pas de nom et c'est aux fans qu'elle doit son appellation non officielle de Rock Out with Your Cock Out.
Les titres What I Believe, Another Time Around et Summer apparaissent également sur leur EP Half Hour of Power sorti en 2000.

## Liste des titres
| 1.   | Summer (Demo)              | 2:49 |
| 2.   | Another Time Around (Demo) | 2:18 |
| 3.   | What I Believe (Demo)      | 2:51 |
| 4.   | Astronaut                  | 1:47 |
| 9:45 |                            |      |

## Personnel
- Deryck Whibley - guitare, chants
- Dave Baksh - guitare
- Richard Roy - basse
- Steve Jocz - batterie